# ミラク (ロケット)
ミラク（Mirak）はドイツの宇宙旅行協会が1930年代に開発した液体燃料ロケット。

## 概要
1930年の夏、ヘルマン・オーベルトはルドルフ・ネーベルとクラウス・リーデルの助力をもとに、ベルリン近郊のライニッケンドルフにロケットの工場と実験場を備えたベルリンロケット飛行場をつくった。
1930年8月宇宙旅行協会のメンバー達はここでミラクを使用した最初の実験を行う。MirakはMinimumsraketeの略で、液体燃料ロケットの実現性を実証するために開発された。燃料にガソリン、酸化剤に液体酸素、モーターケースに銅を使用した。
地上燃焼試験は上手くいったが、実際に飛翔させるとすぐに燃焼室が壊れ、爆発した。後にヴェルナー・フォン・ブラウンは『理論はしっかりとしていたが、技術が稚拙すぎた。初期の困難のほとんどは、冷却のやり方、または冷却をやらなかったことが原因だった。』と書いている。
しかし、数度の失敗の後、ミラクの飛翔が安定して1931年から1932年に100度以上飛翔させ、ロケットの兵器としての実際性をドイツ軍に確信させたとされる。
1931年のミラクIIでは1km以上飛翔してパラシュートで回収することに成功している。